# Neuvy-sur-Barangeon
Neuvy-sur-Barangeon is een gemeente in het Franse departement Cher (regio Centre-Val de Loire). De plaats maakt deel uit van het arrondissement Vierzon. Neuvy-sur-Barangeon telde op 1 januari 2022 1.114 inwoners.

## Geografie
De oppervlakte van Neuvy-sur-Barangeon bedroeg op 1 januari 2022 67,34 vierkante kilometer; de bevolkingsdichtheid was toen 16,5 inwoners per km².
De onderstaande kaart toont de ligging van Neuvy-sur-Barangeon met de belangrijkste infrastructuur en aangrenzende gemeenten.

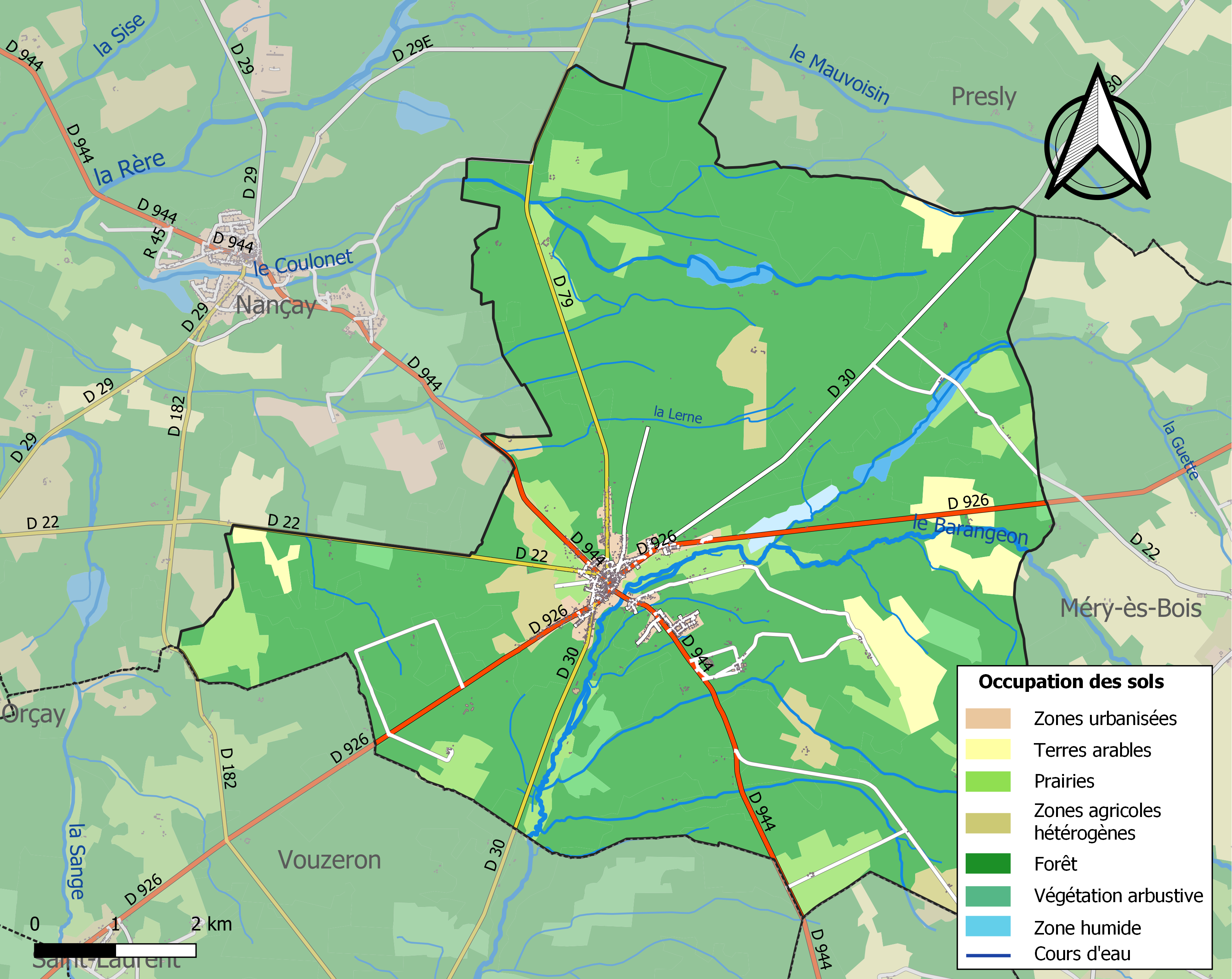

## Demografie
Onderstaande figuur toont het verloop van het inwonertal (bron: INSEE-tellingen).

## Geboren in Neuvy-sur-Barangeon
- Jean Graczyk (1933-2004), voormalig wielrenner